# Casa de la Conferència de Wannsee
La Casa de la Conferència de Wannsee és un edifici situat a la vora del llac Wannsee de Berlín (Alemanya). És avui un espai de memòria que recorda la Conferència de Wannsee que l'any 1942 van celebrar diversos mandataris nazis per acordar la deportació i l'extermini dels jueus d'Europa. L'any 1992, en commemoració del 50è aniversari d'aquella conferència, es va inaugurar el memorial, que acull una exposició permanent, un centre de documentació i una biblioteca, així com sales de treball per a grups.
La casa on se celebrà la Conferència de Wannsee havia estat la mansió d'un industrial alemany i entre 1941 i 1945 fou utilitzada com a residència d'hostes i com a centre de conferències de les SS. El 20 de gener de 1942, quinze alts representants de les SS, de la policia secreta de Hitler i de diferents ministeris nazis es reuniren en aquesta casa per planificar el sistema de deportació i assassinat dels jueus europeus. Des del 1941 l'exèrcit alemany ja havia practicat diversos sistemes d'extermini contra els jueus a les zones ocupades de la Unió Soviètica.